# Sabrina Richter
Sabrina Richter (* 10. Mai 1982 in Hagen; geborene Sabrina Neukamp) ist eine ehemalige deutsche Handballspielerin und Trainerin.

## Karriere
Richter begann im Alter von vier Jahren das Handballspielen beim TuS 03 Hagen. Anschließend spielte sie für den Hasper SV und die HSG Blomberg-Lippe. In der Saison 2002/03 wurde die 1,76 m große Rechtsaußenspielerin Torschützenkönigin der 2. Bundesliga. Von 2004 bis 2008 stand sie beim Bundesligisten Bayer Leverkusen unter Vertrag. Anschließend lief sie wieder für Blomberg-Lippe auf. Im Sommer 2012 verabschiedete sie sich vom Leistungssport und lief anschließend für den Verbandsligisten SG TuRa/Halden auf. Richter wurde im Dezember 2014 vom Zweitligisten Borussia Dortmund unter Vertrag genommen, der mehrere verletzungsbedingte Ausfälle zu beklagen hatte. Nachdem Richter am Saisonende 2014/15 mit Borussia Dortmund in die Bundesliga gelungen war, beendete sie ihre Karriere.
Sabrina Richter stand im Aufgebot der deutschen Nationalmannschaft. Ihr Länderspieldebüt gab sie am 24. Mai 2002 gegen Frankreich.
Seit 2021 trainiert sie den Oberligisten SG TuRa Halden-Harbeck.

## Erfolge
- Deutsche Nationalmannschaft
  - 7. Platz Weltmeisterschaft 2009
  - 4. Platz Europameisterschaft 2006 und 2008
  - 6. Platz Weltmeisterschaft 2005
- Bayer Leverkusen
  - Challenge-Cup-Siegerin 2005
- HSG Blomberg-Lippe
  - Torschützenkönigin der Saison 2009/10